# Națiunea cea mai favorizată
Clauza națiunii celei mai favorizate acordată de un stat altui stat înseamnă că primul stat acordă celui de al doilea același statut în relațiile comerciale ca și cel mai favorabil statut dintre toate celelalte state cu care are relații comerciale. Acest principiu se aplică atât la importul mărfurilor, cât și la exportul lor, iar aria de cuprindere se referă la taxe vamale, alte taxe la frontieră, regimul de import-export, formalitățile vamale, reglementările privind comerțul internațional.
Țările membre ale Organizației Mondiale a Comerțului (OMC) își acordă între ele clauza națiunii celei mai favorizate — acesta fiind principiul nediscriminării în comerțul internațional.
Romania a obținut din partea Statelor Unite ale Americii, în 1975, clauza națiunii celei mai favorizate.